# Nadim Chaabna
Pour l’article homonyme, voir Samir Chaabna.
Nadim Chaabna (en arabe : نديم شعابنة) est un footballeur algérien né le 5 décembre 1974 à Batna. Il évoluait au poste de milieu défensif.

## Biographie
Il évolue en première division algérienne avec les clubs, du NA Hussein Dey, du Paradou AC et du CA Batna. Il dispute 110 matchs en Ligue 1.

## Palmarès
NA Hussein Dey
- Championnat d'Algérie D2 (1) :
  - Champion : 2001-02.